# Florian Sperl
Florian Sperl (* 27. September 1987 in Allach) ist ein deutscher Sportfunktionär. Er ist seit 2020 Präsident des Bundesverbands Deutscher Gewichtheber (BVDG) und seit 2022 Executive Board Member der International Weightlifting Federation (IWF).

## Leben

### Ausbildung und Beruf
Florian Sperl absolvierte ab 2010 eine Lehre zum Zimmermann. Nach zweijähriger Gesellenzeit besuchte er die Fachschule für Bautechnik in München, die er als Zimmermeister und staatlich geprüfter Hochbautechniker abschloss. Seit 2013 arbeitete er zunächst in einem weltweit tätigen Ingenieurbüro und anschließend als Projektleiter im Schlüsselfertigbau in einem mittelständischen Bauunternehmen aus Bayern.

## Sport
Sperl gehört seit seiner Zeit als aktiver Gewichtheber dem ESV Neuaubing an. Er war zweimal Bayerischer Meister, nahm mehrfach an Deutschen Meisterschaften teil und war Mitglied der Bundesliga-Mannschaft seines Vereins.
Sperl übernahm am 5. Dezember 2020 das Amt des Präsidenten des Bundesverbands Deutscher Gewichtheber von seinem Vorgänger Christian Baumgartner. Am 26. Juni 2022 wurde Sperl als Executive Board Member des Weltverbandes IWF gewählt. Sperl ist zudem seit 2023 Koordinator des IWF Refugee Teams. Zuvor war er von 2016 bis 2020 Vizepräsident des Bayerischen Gewichtheber- und Kraftsportverbands (BGKV).
Zwei Tage nach Amtsantritt als BVDG-Präsident, am 7. Dezember 2020, gab das IOC bekannt, dass die Startplätze für die Sportart Gewichtheben für die Olympischen Spiele in Paris 2024 auf 120 Plätze reduziert werden. Bereits im Januar 2020 hatte die ARD-Dopingredaktion in ihrer Dokumentation Geheimsache Doping – Der Herr der Heber systematisches Doping im Gewichtheben, einen Ablasshandel im Weltverband sowie die Veruntreuung von Geldern in Millionenhöhe über viele Jahre hinweg aufgedeckt. Im Zentrum der Vorwürfe stand der damalige IWF-Präsident Tamás Aján, der im April 2020 nach über 20 Jahren im Amt zurücktrat.
Sperl engagiert sich für den Erhalt der Sportart im olympischen Programm – mit Erfolg: am 16. Oktober 2023 teilte das IOC auf seiner Vollversammlung in Mumbai mit, dass das Gewichtheben bei den Olympischen Spielen 2028 in Los Angeles weiter zum Programm gehören werde. Entscheidend für den Erhalt sei laut Sperl der Vorstoß der IWF gewesen, das Anti-Doping-Management an die Internationale Test-Agentur (ITA) zu delegieren und Sanktionen mindestens bis Ende 2028 an den Internationalen Sportgerichtshof (CAS) zu übertragen. 2024 repräsentiert er das deutsche Team als Funktionär bei den Spielen in Paris, obwohl keine deutschen Gewichtheber die Qualifikation für die Olympischen Spiele geschafft hatten.

## Familie und Privates
Sperl ist verheiratet und hat zwei Kinder.